# Amaro Averna
Amaro Averna é um licor que é produzido em Caltanissetta, na Sicília (Itália). A empresa Averna foi adquirida em 2014 pelo Gruppo Campari.

## História

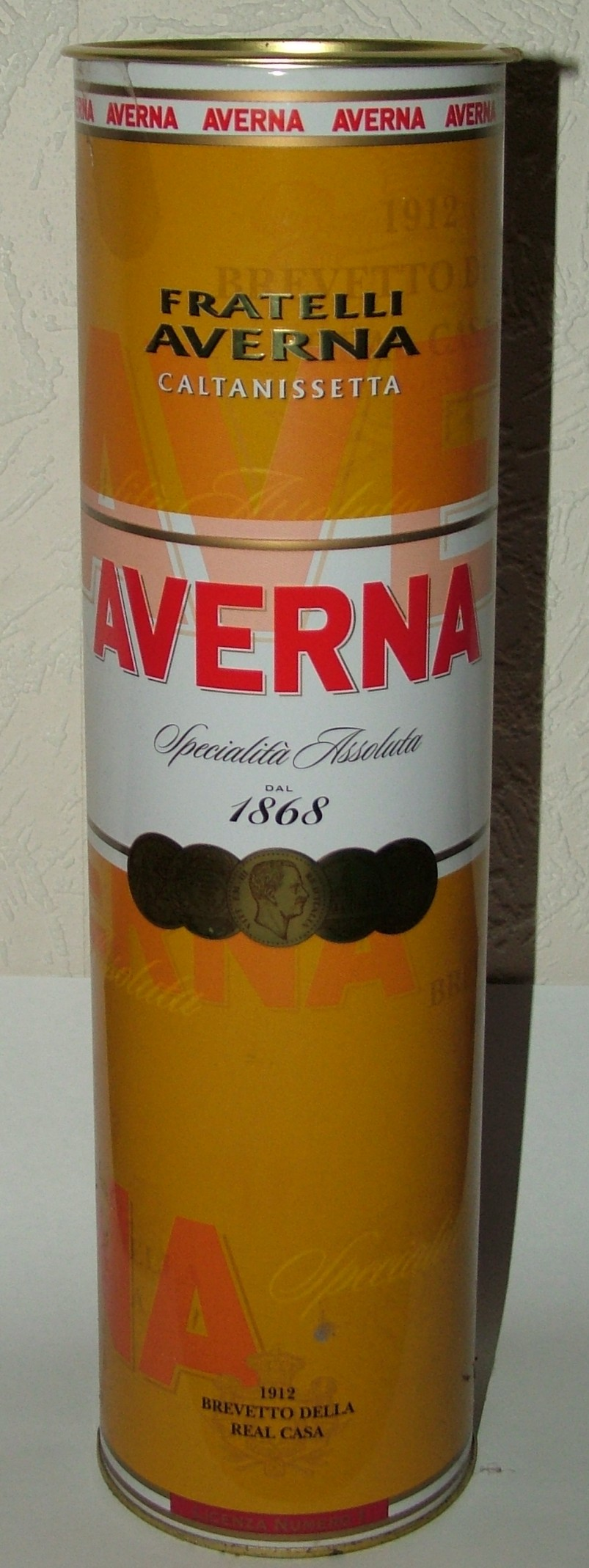
Embalagem particular do Amaro Averna.

Em 1802, Salvatore Averna nasceu de uma família rica de comerciantes de tecidos. Criado em Caltanissetta, tornou-se um dos membros mais ativos da comunidade, juiz de paz e benfeitor da Abadia de Santo Spirito. Aqui, de acordo com uma antiga tradição nascida nas abadias fortificadas beneditinas e difundida na Europa através dos mosteiros. Os monges produziram, com receita própria, um licor de ervas que, apesar de "amargas", eram agradáveis e possuíam, na crença popular, qualidades tónicas e terapêuticas. Em 1859, em sinal de gratidão, os monges decidiram dar a Salvatore a receita da infusão e em 1868 iniciou-se a produção para os hóspedes da casa Averna. Foi Francesco Averna, filho de Salvatore, quem tomou a iniciativa de promover o amaro participando em várias feiras, na Itália e no exterior. Durante uma visita privada do rei Umberto I, em 1895, o amaro siciliano já era bem conhecido, e Francesco recebeu um distintivo de ouro com a insígnia da Casa de Sabóia. Depois de outros sucessos, em 1912 Vittorio Emanuele III concedeu à Sociedade Averna para afixar o brasão real com as palavras "Brevetto della Real Casa" no rótulo de seu licor. A Companhia Averna tornou-se assim o Provedor da Casa Real. Todos esses prêmios, ao longo dos anos, levaram Francesco a redesenhar o rótulo Amaro inicial, enriquecendo-o com todos esses certificados e prêmios. Após a morte prematura de Francesco, sua esposa, Anna Maria, assumiu as rédeas da empresa. Embora logo tenha sido ajudada por seus filhos pequenos, ela representou um exemplo mais único do que raro de uma empresária, uma mulher, no coração da Sicília no início do século XX.
A terceira geração, ou seja, os filhos de Francesco (Salvatore, Paolo, Emilio e Michele) consolidaram o sucesso do amaro e contribuíram para a evolução da empresa também através das dificuldades das duas guerras mundiais, tanto que a empresa continuou a produção sem nunca pare, na verdade encontrando uma maneira de iniciar o negócio de exportação na América. Em 1958 a empresa Averna tornou-se uma sociedade anônima (Fratelli Averna S.p.a) e alguns anos depois uma nova fábrica também foi construída.
O 1978 foi um ano muito significativo para a história da empresa, pois após 110 anos e três gerações foi possível transformar o que nasceu como um produto artesanal de família em uma importante empresa no mercado italiano. Desde 1978 a quarta geração da família Averna mantém esta posição no mercado, consolidando-se ainda mais através de uma gestão baseada também na diversificação de produtos. O "Grupo Averna" inclui também a adega Villa Frattina (vinhos e espumantes). Na última década, a consolidação no mercado nacional tem sido acompanhada por um intenso trabalho de internacionalização, que tem visto um desenvolvimento crescente também no mercado externo.
Em 2014, Gruppo Campari adquiriu 100% da Fratelli Averna. O valor da operação é de 103,75 milhões de euros, composta por um preço de 98 milhões e uma dívida financeira líquida de 5,75 milhões de euros.

## Degustação
Apresenta uma cor escura, com sabor não excessivamente amargo. A receita original previa um teor de álcool igual a 34 ° que passou, nos anos 2000, a 32 ° e depois a 29 °. O licor é bebido puro ou com gelo, como bebida digestiva ou de verão (com muito gelo) ou à temperatura de geladeira. Ao longo dos anos, várias receitas foram criados com o Amaro Averna, incluindo umo chamado "Averninho" preparado com Amaro Averna e Cachaça.